# Velascálvaro
Velascálvaro est une commune de la province de Valladolid dans la communauté autonome de Castille-et-León en Espagne.

## Sites et patrimoine
L'édifice notable de la commune est l'église San Juan Evangelista.